# Josh Groban

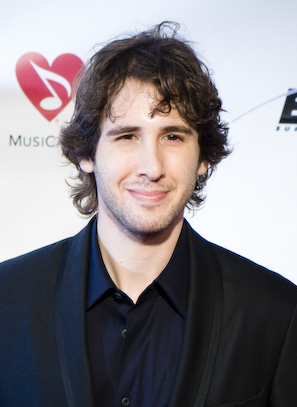
Josh Groban im Februar 2009

Joshua Winslow „Josh“ Groban (* 27. Februar 1981 in Los Angeles, Kalifornien) ist ein US-amerikanischer Sänger und Schauspieler mit klassisch ausgebildeter Bariton-Stimme. Bis 2012 verkaufte er weltweit über 25 Millionen Tonträger.

## Biografie
Zunächst sang Groban im Schulchor, doch nachdem man sein Talent erkannt hatte, wurde er am angesehenen Interlochen Center for the Arts in Green Lake Township, Grand Traverse County, Michigan angenommen, wo er an verschiedenen Schulaufführungen mitwirkte. Nach seinem Schulabschluss studierte er an der Los Angeles County High School for the Arts.
Von 2002 bis 2006 war Josh Groban mit der Mad-Men-Schauspielerin January Jones liiert. Von Oktober 2014 bis August 2016 war er mit der Schauspielerin Kat Dennings zusammen.

## Karriere
1998 war Musikproduzent David Foster auf der Suche nach einem Sänger für die Inaugurationsfeier des Gouverneurs von Kalifornien; Groban schickte ihm ein Demo-Band und wurde engagiert. Ein Jahr später fiel Andrea Bocelli für seine Proben bei der Grammy-Verleihung aus, Groban sprang ein und sang ein Duett mit Céline Dion. Im Jahr 2000 bekam Groban eine Gastrolle in der Fernsehserie Ally McBeal. 2002 sang er zusammen mit Charlotte Church auf der Abschlussfeier der Olympischen Winterspiele in Salt Lake City den Song The Prayer, darüber hinaus trat er am Broadway sowie 2004 im Vorprogramm des Super-Bowl-Finales auf. Im Mai 2008 war er in Chess in Concert, einer Konzertfassung des Musicals Chess, in der Royal Albert Hall in London als Anatoly Sergievsky an der Seite von Idina Menzel zu sehen. Im selben Jahr trat er bei der Feier zu Nelson Mandelas 90. Geburtstag mit vielen anderen Künstlern im Hyde Park in London auf.
Grobans musikalisches Spektrum reicht von Klassik bis Pop, er singt auf Englisch, Italienisch, Spanisch und Französisch, außerdem spielt er Klavier. Sein Debütalbum Josh Groban verkaufte sich in den USA über vier Millionen Mal und erhielt viermal Platin. Sein zweites Studioalbum Closer verkaufte sich in den USA bisher über fünf Millionen Mal. Sein Live-Album Live at the Greek schaffte es auf über 500.000 verkaufte Exemplare in den USA. Sein 2006 erschienenes Studioalbum Awake verkaufte sich in den USA knapp zwei Millionen Mal und zählt zu den erfolgreichsten Alben, die 2006 veröffentlicht wurden. 2007 veröffentlichte er sein Weihnachtsalbum Noël. Das Album verkaufte sich nach drei Wochen in den USA bereits über eine Million Mal und reiht sich damit in die Liste der wenigen Weihnachtsalben ein, die diese Marke überschreiten konnten. Mit etwa zwölf Millionen verkaufter Alben in den USA zählte er dort zu den erfolgreichsten männlichen Solokünstlern des Jahrzehnts.
Groban arbeitete außerdem an den Soundtracks der Filme A.I. – Künstliche Intelligenz (For Always, Duett mit Lara Fabian), Troja (Remember, Duett mit Tanja Tzarovska), Der Polarexpress (Believe) und Die Schöne und das Biest von 2017 (Evermore) mit. Im November 2010 erschien sein Album Illuminations. Seit Oktober 2016 spielt Groban die Titelrolle des Pierre Bezhukov im Broadway-Musical Nathasha, Pierre & The Great Comet of 1812, das auf einem Ausschnitt aus Krieg und Frieden von Leo Tolstoi beruht. Für diese Rolle wurde er 2017 für einen Tony Award in der Kategorie „Bester Schauspieler“ nominiert. 2018 war Groban bei Netflix in der Krimiserie The Good Cop an der Seite von Tony Danza zu sehen.

## Soziales Engagement
Nicht zuletzt durch den Einfluss seines Mentors David Foster sang Groban immer wieder bei Benefizveranstaltungen wie dem Concert of Hope für die Opfer des Tsunamis von 2004 oder Live 8. Nach einer Reise zu Nelson Mandela nach Südafrika, die ihn nachhaltig beeindruckte, gründete er 2004 die Josh Groban Foundation (seit 2011: Find Your Light Foundation), die bedürftige Kinder unterstützt.

## Filmografie
- 2001: Ally McBeal (4x23 Solo für Ally, 5x07 Oh Gott, Herr Pfarrer)
- 2005: American Dad
- 2009, 2010: Glee (2 Folgen)
- 2011: Crazy, Stupid, Love.
- 2011: Robot Chicken
- 2011, 2012: The Office (2 Folgen)
- 2013: It’s always sunny in Philadelphia (9x06: The Gang Saves the Day)
- 2013: Coffee Town
- 2013: The Crazy Ones (1x07: Ein Song für Sydney)
- 2014: The Muppets – Most Wanted
- 2016: Die Hollars – Eine Wahnsinnsfamilie (The Hollars)
- 2017: Crazy Ex-Girlfriend (3x04: The End of The Movie)[4]
- 2018: The Good Cop

## Diskografie
Studioalben

| Jahr | Titel Musiklabel                | Höchstplatzierung, Gesamtwochen, AuszeichnungChartplatzierungen (Jahr, Titel, Musiklabel, Platzierungen, Wochen, Auszeichnungen, Anmerkungen) | Höchstplatzierung, Gesamtwochen, AuszeichnungChartplatzierungen (Jahr, Titel, Musiklabel, Platzierungen, Wochen, Auszeichnungen, Anmerkungen) | Höchstplatzierung, Gesamtwochen, AuszeichnungChartplatzierungen (Jahr, Titel, Musiklabel, Platzierungen, Wochen, Auszeichnungen, Anmerkungen) | Höchstplatzierung, Gesamtwochen, AuszeichnungChartplatzierungen (Jahr, Titel, Musiklabel, Platzierungen, Wochen, Auszeichnungen, Anmerkungen) | Höchstplatzierung, Gesamtwochen, AuszeichnungChartplatzierungen (Jahr, Titel, Musiklabel, Platzierungen, Wochen, Auszeichnungen, Anmerkungen) | Anmerkungen                                                   |
| Jahr | Titel Musiklabel                | DE | AT | CH | UK | US | Anmerkungen                                                   |
| ---- | ------------------------------- | --- | --- | --- | --- | --- | ------------------------------------------------------------- |
| 2001 | Josh Groban Reprise Records     | — | — | — | UK28 Gold · (9 Wo.)UK | US8 ×5Fünffachplatin · (101 Wo.)US | Erstveröffentlichung: 20. November 2001 Verkäufe: + 6.227.500 |
| 2003 | Closer Reprise Records          | DE13 (4 Wo.)DE | AT10 (7 Wo.)AT | CH44 (3 Wo.)CH | UK91 Gold · (2 Wo.)UK | US1 ×6Sechsfachplatin · (98 Wo.)US | Erstveröffentlichung: 11. November 2003 Verkäufe: + 7.307.500 |
| 2006 | Awake Reprise Records           | DE27 (6 Wo.)DE | AT49 (4 Wo.)AT | CH33 (15 Wo.)CH | UK12 Gold · (18 Wo.)UK | US2 ×2Doppelplatin · (71 Wo.)US | Erstveröffentlichung: 7. November 2006 Verkäufe: + 2.300.000  |
| 2007 | Noël Reprise Records            | — | — | CH69 (1 Wo.)CH | UK58 Silber · (2 Wo.)UK | US1 ×6Sechsfachplatin · (115 Wo.)US | Erstveröffentlichung: 9. Oktober 2007 Verkäufe: + 5.960.000   |
| 2010 | Illuminations Reprise Records   | DE42 (4 Wo.)DE | AT29 (3 Wo.)AT | CH46 (3 Wo.)CH | UK30 Silber · (6 Wo.)UK | US4 Platin · (36 Wo.)US | Erstveröffentlichung: 16. November 2010 Verkäufe: + 945.500   |
| 2013 | All That Echoes Reprise Records | DE18 (4 Wo.)DE | AT18 (2 Wo.)AT | CH21 (4 Wo.)CH | UK9 Silber · (13 Wo.)UK | US1 Gold · (29 Wo.)US | Erstveröffentlichung: 5. Februar 2013 Verkäufe: + 532.000     |
| 2015 | Stages Reprise Records          | DE31 (1 Wo.)DE | AT48 (1 Wo.)AT | CH13 (3 Wo.)CH | UK1 Gold · (12 Wo.)UK | US2 Gold · (40 Wo.)US | Erstveröffentlichung: 28. April 2015 Verkäufe: + 533.200      |
| 2018 | Bridges Reprise Records         | DE14 (5 Wo.)DE | AT32 (1 Wo.)AT | CH17 (2 Wo.)CH | UK6 (5 Wo.)UK | US6 (9 Wo.)US | Erstveröffentlichung: 21. September 2018 Verkäufe: + 94.000   |
| 2020 | Harmony Reprise Records         | DE41 (2 Wo.)DE | AT70 (1 Wo.)AT | CH63 (2 Wo.)CH | UK24 (4 Wo.)UK | US17 (5 Wo.)US | Erstveröffentlichung: 20. November 2020 Verkäufe: + 80.000    |